# Crisi addisoniana
Una crisi addisoniana és una afecció mèdica potencialment mortal que requereix tractament d'emergència immediat. És una constel·lació de signes i símptomes que indiquen una insuficiència suprarenal severa causada per nivells insuficients de l'hormona cortisol. Això pot ser el resultat de la malaltia d'Addison no diagnosticada prèviament o no tractada, un procés de malaltia que afecta sobtadament la funció suprarenal (com ara el sagnat de les glàndules suprarenals en la síndrome de Waterhouse-Friderichsen), aturant sobtadament la ingesta de glucocorticoides o un problema intercurrent (per exemple, infecció, trauma, de fet qualsevol forma d'estrès físic o mental) en algú conegut per tenir la malaltia d'Addison, hiperplàsia suprarenal congènita o una altra forma d'insuficiència suprarenal primària.